# That's Someone You Never Forget
«That's Someone You Never Forget» es una canción coescrita por Elvis Presley junto a su amigo y guardaespaldas Red West en 1961 y publicada por Elvis Presley Music, que apareció como tema de cierre de su álbum Pot Luck de 1962 y fue lanzada como sencillo en 1967.

## Historia
La canción fue escrita por Elvis Presley con su guardaespaldas Red West y basada en una idea y título del propio Presley.   Elvis y West acordaron que Elvis recibiría un crédito de coescritura debido a sus contribuciones a la creación de la canción, que fue registrada el 15 de mayo de 1962 con letra y música de Elvis Presley y Red West y publicada por Elvis Presley Music, Inc. Se supone que Elvis escribió la canción inspirado en su madre Gladys Love Presley, quien había fallecido en 1958.
Elvis también coescribió la canción "You'll Be Gone" con Red West y Charlie Hodge en 1961.  Estas dos canciones fueron composiciones raras de Elvis. En ese momento, Presley estaba probando suerte en la composición de canciones. Su aporte consistió principalmente en aportar ideas sobre cómo crear nuevas canciones y elegir cómo deberían sonar. En el libro, Elvis: A Biography (1971), que marcó un hito y fue un gran éxito de ventas, Jerry Hopkins analizó esta faceta de Presley como compositor de canciones. 
La canción fue grabada el 25 de junio de 1961 en los estudios RCA en Nashville y fue lanzada como lado B del sencillo, "Long Legged Girl (with the Short Dress On)" el 28 de abril de 1967, publicado como RCA 47-9115, alcanzando el número 92 en la lista de éxitos estadounidense Billboard Hot 100.   El sencillo también fue lanzado en el Reino Unido, Canadá, Australia, Alemania, Francia e Italia. La canción ha aparecido en varios recopilatorios de Elvis Presley, incluida la colección retrospectiva Artist of the Century en 1999. La canción es notable porque fue coescrita por Elvis Presley.
El sencillo fue reeditado como un disco de 45 rpm con sello rojo como parte de la serie RCA Gold Standard como 447-0660 el 15 de julio de 1969. 
Elvis Presley Music, Inc., publicó la partitura de la canción que presenta a Elvis en la portada en 1962, señalando que fue "grabada en RCA Victor" con "Letra y música de Elvis Presley y Red West".
En 2017, Lou Pecci lanzó una versión de la canción en la colección Rare Elvis Six String .

## Personal
- Elvis Presley - voz, guitarra
- Scotty Moore - guitarra
- Hank Garland - guitarra
- Neal Mathews - guitarra
- Floyd Cramer - piano, órgano
- Gordon Stroker - piano
- Bob Moore - bajo
- DJ Fontana - batería
- Murrey "Buddy" Harman - batería
- Homer "Boots" Randolph - claves
- The Jordanaires - coros

## Apariciones en álbumes y recopilatorios
- Pot Luck (1962, alcanzó el puesto número 4 en la lista de álbumes de Billboard )
- Pot Luck (Reedición en CD de RCA, 1999)
- Artist of the Century (1999)
- Blue Suede Shoes Collection
- Elvis: Close Up
- From Nashville to Memphis: The Essential 60's Masters (versión publicada y versión alternativa)
- Hit Collection, Sony BMG, 2008
- Loves Songs, BMG, 1997
- Elvis Presley Collection: Love Songs
- Studio B
- Pot Luck with Elvis, edición especial de 2 CD FTD (2007)
- Nashville Outtakes: 1961-1964 (2010) en FTD/BMG, toma 5
- The Complete Elvis Presley Masters, Legacy/RCA, 2010
- Original Album Classics, RCA/Sony Music, 2012
- The Perfect Elvis Presley Collection, Sony Music, 2012